# 大衛·科爾曼
大衛·伯納德·科爾曼（英語：David Bernard Coleman；1974年3月5日—）是一位澳洲政治人物，他的黨籍是澳洲自由黨。自2013年開始，他是班克斯選區選出的澳大利亞眾議院的議員。在踏入政壇之前，他曾在麥肯錫公司工作。